# Biss
För andra betydelser av Biss, se Bis.
BISS, eller Basic Interoperable Scrambling System, är ett kodningssystem för satellit-TV-överföring som utvecklats av European Broadcasting Union och ett konsortium av hårdvaruproducenter. Överföringen från en Biss-kodad sändare sker med hjälp av en nyckel som består av en tolv siffror lång sifferföljd, som getts ut i förväg.